# Mariana Mantovana
Mariana Mantovana (Mariàna in dialetto alto mantovano) è un comune italiano di 823 abitanti della provincia di Mantova in Lombardia. L'originaria denominazione di Mariana si trasformò nell'attuale nel 1929.

## Geografia fisica

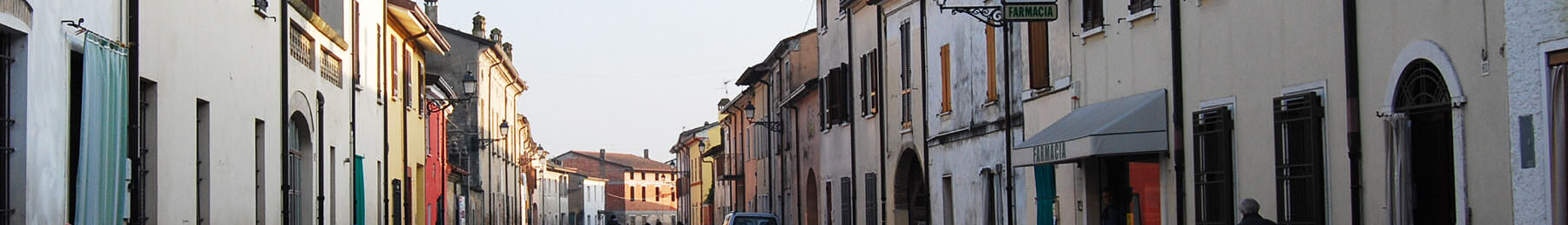
Via del centro

## Storia[5]
La leggenda vuole che Mariana Mantovana abbia preso il nome da Gaio Mario, in onore della sua vittoria sui Cimbri ottenuta tra Verona e Mantova. Non si sono trovate tracce di Mario ma il territorio di Mariana Mantovana è probabilmente fra quelli distribuiti ai legionari nel corso della centuriazione della pianura mantovana operata a favore dei veterani romani nel I secolo prima dell'era comune. Bisogna attendere l'anno 1111 per trovare la prima citazione di Mariana Mantovana: in quest'anno il conte Uberto di Sabbioneta, figlio di Bosone II è testimone dell'investitura dell'abate dell'Abbazia di San Tommaso, Pietro di Acquanegra, dell'Abbazia della Gironda di Bozzolo. Per alcuni secoli le vicende del Borgo seguirono quelle di Brescia al cui territorio il contado apparteneva e della cui diocesi faceva parte la parrocchia. Dopo la scomparsa dei Conti di Sabbioneta il comune di Brescia concesse Mariana Mantovana in feudo alla famiglia Ugoni-Longhi. Gli Ugoni-Longhi, conti di Casalodi conservarono il feudo sino agli inizi del '400.
All'inizio del Quattrocento il feudo di Mariana ed il castello vennero assegnate ai Dal Verme, il primo assegnatario è il condottiero Taddeo Dal Verme, che combatté e difendette il territorio in alleanza con i Visconti di Milano e la Repubblica di Venezia contro i Gonzaga, assieme a questo feudo gli venne assegnato anche il feudo di Correggioverde (Dosolo). Diritti ereditati dal di lui figlio Eleuterio che lasciò in eredità tutti i feudi al conte imperiale di Sanguinetto, Luigi Dal Verme, conte di Bobbio e Voghera, ma nel 1437 verranno confiscati tutti i feudi veneti per la definitiva alleanza con Milano.
Non ci sono notizie certe di Mariana Mantovana per un lungo periodo, ma probabilmente le sue vicende furono influenzata dagli eventi di Brescia contesa a lungo tra i Gonzaga ed i Visconti di Milano assieme alla Repubblica di Venezia.
Una parte del feudo venne concessa arbitrariamente da Gianfrancesco Gonzaga nel 1412 al conte Carlo Albertini, di Prato dichiarato poi decaduto ed incarcerato con i fratelli, accusati di aver organizzato un colpo di stato contro i Gonzaga. Nel 1427 Asola, il principale centro del territorio, passò sotto il dominio di Mantova, ma un'insurrezione popolare cacciò le milizie gonzaghesche e la comunità decise di darsi spontaneamente alla Repubblica veneta. I tentativi di Venezia di assoggettare anche i borghi limitrofi portarono a una lunga controversia con Mantova per la delimitazione dei confini. Dopo una serie conflitti le parti affidarono il compito di arbitro a Francesco Sforza, che divise il territorio marianese in due settori: la Rocca di Mariana Mantovana, con parte del territorio restò ai Gonzaga, il resto di Mariana andò alla Repubblica di Venezia accorpandolo al territorio di Asola. È da allora che si aggiunse a Mariana Mantovana l'aggettivo Mantovana, per distinguerla dalla porzione presa dai veneziani.
Mariana Mantovana divenne dunque terra di confine tra due Stati che, tranne in momenti particolari, conservarono buone relazioni e quindi non necessitavano di apparati difensivi rilevanti. Non per questo la rocca venne trascurata. Era un recinto di potenti mura, circondato da un ampio fossato, con un'alta torre di avvistamento di pianta quadrata coronata da tre merli per lato. A lato della torre si trovavano l'ingresso carraio con ponte levatoio e la posterula pedonale; a destra dell'ingresso, sotto l'arco, una lapide in marmo con leone rampante e le scritte MCCCCLXVI e IACOBUS. D. E. FRAHONO ricorda un capitano del castello che smessa l'armatura si stabilì nel paese. La data del 1466 può essere collegata a Ludovico, secondo Marchese (1444-1478) che si avvalse dell'abilità di Giovanni da Padova per dotare la rocca di Mariana Mantovana di un sistema difensivo idoneo anche a sopportare i tiri delle bombarde. La zona di muratura non interessata dalla torre era coronata da merli ghibellini, alcuni dotati di feritoie verticali mentre nella torre all'altezza dei merli suddetti, verso sinistra, si apre una feritoia orizzontale. All'interno della rocca vi erano poche abitazioni, probabilmente la residenza del comandante della guarnigione ed i locali per ospitare soldati, cavalli e forse il deposito delle derrate. la popolazione abitava all'esterno e veniva ospitata all'interno della rocca solo in caso di pericolo. Notizie sulle strutture difensive di Mariana Mantovana appaiono anche nelle lettere inviate al Marchese da Giorgione di Guastalla, altro architetto militare al servizio dei Gonzaga, in cui si parla dei lavori iniziati per rafforzare la rocca che risultava dotata di rivellino, pilastri e sostegni. Attualmente la maggior parte della rocca è stata demolita e si conservano solo la grande torre (che successivamente è stata dotata di orologio) e l'ingresso con il relativo tratto di mura.
Se sotto l'aspetto militare Mariana Mantovana non assunse mai un ruolo rilevante, ben più consistente doveva essere l'attività commerciale come si deduce dalle lettere e petizioni inviate dai marianesi ai Signori di Mantova, per avere la riconferma di esenzioni e privilegi ottenuti in passato. Alla Fine del Quattrocento venne aperto da alcuni ebrei un banco per il prestito e il cambio di valute. Durante il Cinquecento il borgo si arricchì di numerose abitazioni di prestigio, e la comunità raggiunse un discreto benessere, grazie anche alla presenza di numerose famigli di nobili, per cui dal 1505 si poteva permettere di mantenere un maestro per l'educazione dei fanciulli sull'esempio della casa gioiosa di Vittorino Da Feltre a Mantova. La principale fonte di ricchezza doveva essere legata al commercio di confine e alla dogana, cui si aggiungevano l'agricoltura e l'allevamento del baco per produrre la seta, attività questa ben avviata se alla fine del XVI secolo fu chiesto al Duca il permesso di colmare le fosse della rocca per piantarvi gelsi per pubblica utilità. La popolazione era molto più numerosa dell'attuale, date le attività che vi si svolgevano e le dimensioni del borgo.
Per un lungo periodo mancano notizie di rilievo, a parte i rinnovi dei privilegi sempre concessi dai Signori di Mantova e le nomine dei parroci. La guerra del 1630, e le conseguenti occupazione e peste causarono danni notevoli e duraturi provocando la decadenza delle attività economiche, visto che negli archivi non si trovano più richieste per la riconferma dei privilegi.
La guerra del 1630, e le conseguenti occupazione e peste causarono danni notevoli e duraturi provocando la decadenza delle attività economiche, visto che negli archivi non si trovano più richieste per la riconferma dei privilegi. Dopo l'occupazione austriaca due avvenimenti caratterizzano la vita del paese nel 1700: il passaggio della parrocchia sotto la diocesi di Mantova ed la ridefinizione dei confini del trattato di Vaprio, che diede al territorio del comune l'assetto attuale.

## Monumenti e luoghi d'interesse
- Palazzo Bonatti

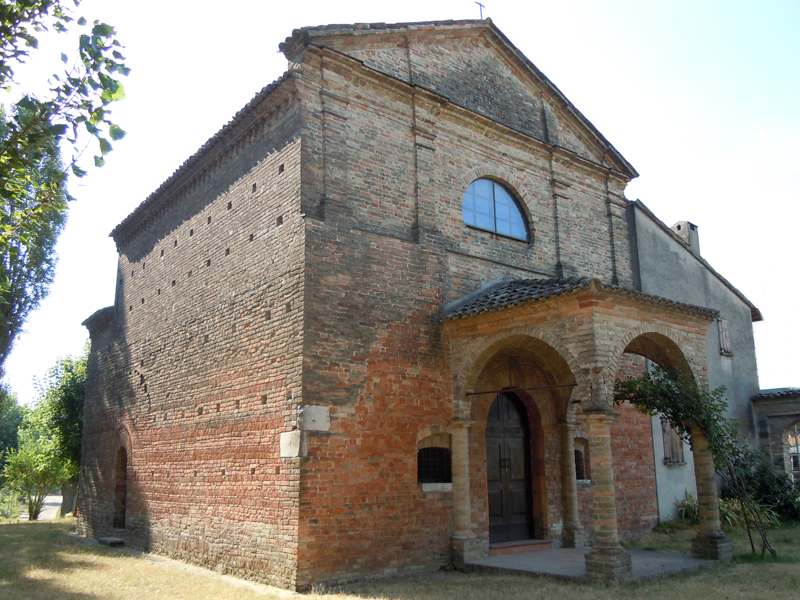
Oratorio dei Campi Bonelli

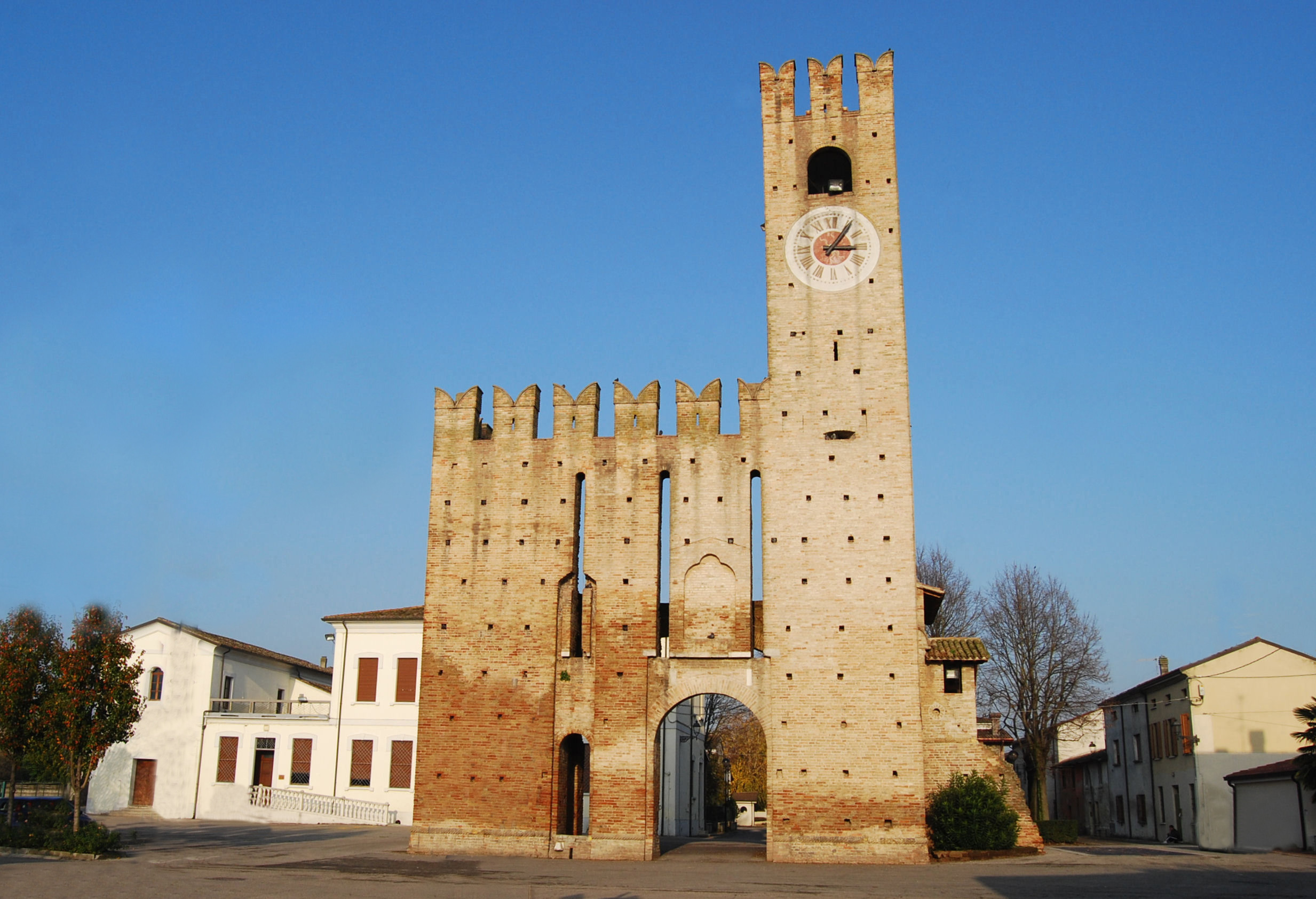
Torre civica del Castello

- Castello, di cui è rimasta solo la torre.
- Chiesa parrocchiale della Beata Vergine Assunta, si trovano affreschi di pregio risalenti al XV° secolo, fra i quali nella cappella battesimale un caratteristico affresco del 1400, raffigurante la "Madonna del latte". Pregevoli la balaustra e alcuni altari in marmo policromo intarsiato. Nella parrocchiale si custodisce e si venera la reliquia della mano della patrona Santa Sabina, martire romana.
- Oratorio dei Campi Bonelli, dell'XI secolo con il campanile romanico e alcuni affreschi di scuola quattrocentesca.

## Società

### Evoluzione demografica
Abitanti censiti